# Мурмуйжа (Елгавский край)
Му́рмуйжа (латыш. Mūrmuiža) — населённый пункт в Елгавском крае Латвии. Входит в состав Вилцской волости. Находится на левом берегу реки Свете у региональной автодороги P103 (Добеле — Бауска). По данным на 2006 год, в населённом пункте проживало 225 человек.

## История
Ранее село носило название Гемауэртгоф. В 1705 году рядом состоялась битва при Гемауэртгофе между шведскими войсками под командованием генерала А. Л. Левенгаупта и русскими войсками под командованием генерал-фельдмаршала Б. П. Шереметева в ходе Великой Северной войны. Сражение завершилось победой шведов.